# Coulomb (unitate de măsură)
Coulombul (pronunție: /kulomb/; simbol: C) este unitatea derivată în Sistemul internațional de unități de măsură, SI, pentru sarcini electrice, numită astfel după Charles-Augustin de Coulomb. Sarcinile (încărcările) electrice sunt notate în formule cu Q sau q.
Un coulomb este sarcina electrică (sau cantitatea de electricitate) transportată de un curent cu intensitatea de un amper în timp de o secundă: 
```
                           
1C = 1A · 1s
  (amperxsecundă)
```

1 coulomb este sarcina electrică conținută în 6,241506×1018 electroni sau alte particule elementare cu sarcină electrică.